# Solförmörkelsen den 8 april 2024

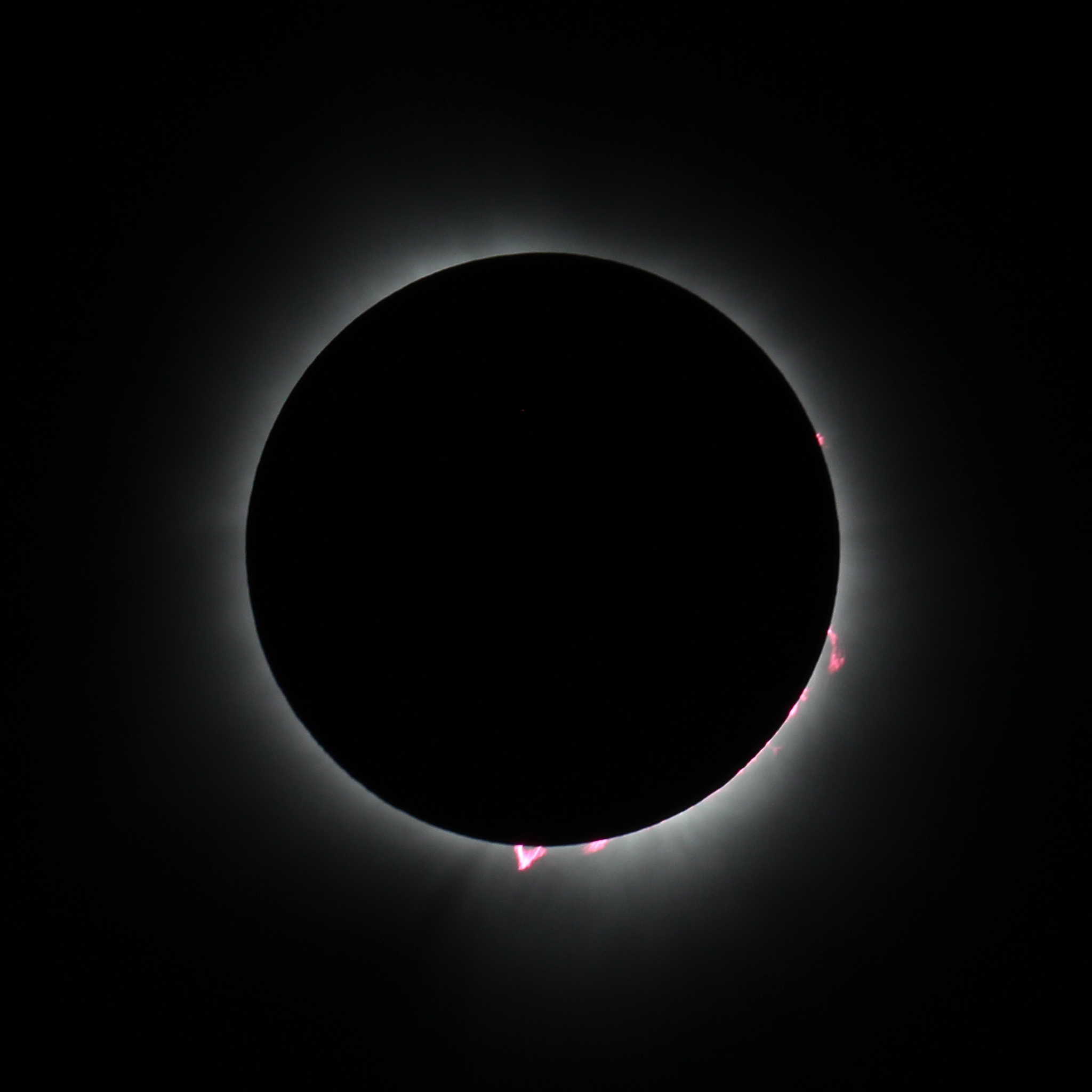
Solförmörkelsen fotograferad över Indianapolis, Illinois

Solförmörkelsen den 8e april 2024, även känd som den stora nordamerikanska förmörkelsen, var en total solförmörkelse som var synlig över ett band som täckte delar av Nordamerika, från Mexiko till Kanada och tvärs över kontinentala USA. En solförmörkelse inträffar när månen passerar mellan jorden och solen och därmed skymmer solen. En total solförmörkelse inträffar när månens vinkeldiameter är större än solens, vilket gör att allt direkt solljus blockeras. Totalitet inträffar bara i en begränsat bana över jordens yta, men partiell solförmörkelse är synlig över ett större angränsande område.
Månens vinkeldiameter var 5,5 procent större än dess genomsnittligen. Med en magnitud på 1,0566 var förmörkelsens längsta varaktighet som total förmörkelse 4 minuter och 28,13 sekunder, 6 km norr om den mexikanska staden Nazas, Durango.
Denna förmörkelse var den första totala solförmörkelsen som var synlig från Kanada sedan den 26 februari 1979; den första över Mexiko sedan den 11 juli 1991; och den första över USA sedan den 21 augusti 2017. Detta är den enda solförmörkelsen på 2000-talet som kommer att vara helt synlig från alla tre länderna. Nästa totala solförmörkelse i USA kommer att passera över Alaska den 30 mars 2033, nästa totala solförmörkelse i de lägre 48 delstaterna i USA kommer att vara den 23 augusti 2044, och nästa totala förmörkelse med liknande bredd kommer att äga rum den 12 augusti 2045.

## Synlighet på andra kontinenter

### Europa
En partiell förmörkelse inträffade över Svalbard (Norge), Island, Irland, västra delarna av Storbritannien, nordvästra delarna av Spanien och Portugal samt Azorerna och Kanarieöarna. Molntäcke skymde sikten på större delen av de brittiska öarna, men förmörkelsen gick att se från västra Skottland. Ovanligtvis sträckte sig denna förmörkelse under horisonten, där den största fasen observerades vid midnautisk skymning i Galicien (Spanien) och början av den astronomisk skymning i Nouvelle-Aquitaine (Frankrike). Utvidgningen av förmörkelsebanan inom skymningszonen skapade vad som troligen var det bästa observationsfönstret för kometen 12P/Pons–Brooks, som ligger nära Jupiter.

### Oceanien
Den partiella förmörkelsen kunde ses från Hawaii, östra Kiribati (östliga Phoenixöarna och hela Line Islands), Tokelau, Amerikanska Samoa (förutom dess västligaste del), Cooköarna, Franska Polynesien samt Pitcairnöarna. 

## Galleri

### Total förmörkelse
|                                                          |
| Total förmörkelse sedd från Victoria de Durango, Durango |

|                                              |
| Total förmörkelse sedd från Viesca, Coahuila |

|                                           |
| Total förmörkelse sedd från Dallas, Texas |

|                                                    |
| Total förmörkelse sedd från Russellville, Arkansas |

|                                                                             |
| Total förmörkelse sedd från Crab Orchard National Wildlife Refuge, Illinois |

|                                                   |
| Total förmörkelse sedd från Indianapolis, Indiana |

|                                                       |
| Total förmörkelse sedd från Harborcreek, Pennsylvania |

|                                                                     |
| Total förmörkelse sedd från James N. Allan Provincial Park, Ontario |

|                                              |
| Total förmörkelse sedd från Newport, Vermont |

|                                               |
| Total förmörkelse sedd från Greenville, Maine |